# Hrabstwo Montcalm
Montcalm – hrabstwo w stanie Michigan w USA. Siedzibą hrabstwa jest Stanton. Hrabstwo zostało nazwana na cześć Louis-Josepha de Montcalma, generała francuskiego, uczestnika wojen w koloniach amerykańskich.

## Miasta
- Carson City
- Greenville
- Stanton

## Wioski
- Edmore
- Howard City
- Lakeview
- McBride
- Pierson
- Sheridan

## Hrabstwo Barry graniczy z następującymi hrabstwami
- północ – hrabstwo Mecosta
- północny wschód – hrabstwo Isabella
- wschód – hrabstwo Gratiot
- południowy wschód – hrabstwo Clinton
- południe – hrabstwo Ionia
- południowy zachód – hrabstwo Kent
- zachód – hrabstwo Newaygo